# Ndogpo
Ndogpo ou Ndokpo est un village du département du Nkam au Cameroun. Situé dans l'arrondissement de Yabassi, il est localisé sur la route piétonne qui relie Ndogjamen à Ndokbou. 

## Population et environnement
En 1967, le village de Ndogpo avait 602 habitants, essentiellement des Bassa. La population de Ndogpo était de 58 habitants dont 34 hommes et 24 femmes, lors du recensement de 2005. 